# Kapustin Yar

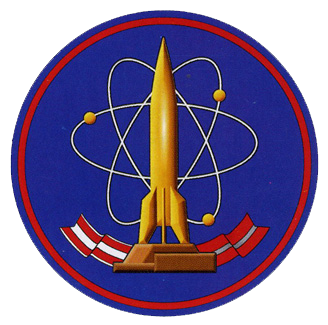
Insígnia da base de Kapustin Yar.

Kapustin Yar, (em russo:  Капустин Яр, oficialmente 4-й Государственный центральный межвидовой полигон Российской Федерации ou "4º Campo Interespecífico Estatal Central da Federação Russa" - 4 GTSMP), é uma base de lançamento e desenvolvimento de mísseis e foguetes situada no Oblast de Astracã entre Volgogrado e Astrakhan na cidade de Znamensk. No seu início, utilizava tecnologia, material e apoio científico obtido da Alemanha.
A base de lançamento e teste de mísseis Kapustin Yar foi criada por um decreto do governo soviético "sobre questões de Armas com Propulsão a Jato" no dia 13 maio de 1946. A base foi criada sob a supervisão do Tenente-Geral Vasily Voznyuk (Comandante-em-Chefe da base entre 1946-1973) no extremo norte do deserto de Astrakhan.
O primeiro foguete foi lançado em 18 de outubro de 1947. Ele foi um dos onze mísseis A-4 alemães (os foguetes V-2) que haviam sido capturados pelos soviéticos. Numerosos testes e lançamentos de foguetes militares russos, além de satélites e foguetes de sondagem também foram realizados no local.
O campo de pesquisa e desenvolvimento nº 8 (GNIIP-8, "teste série S") foi instituído em Kapustin Yar em junho de 1951.
Cinco testes nucleares de baixa potência (entre 10 e 40 kt) foram realizados na base entre 1957 e 1961.
Com a continuação do crescimento e do desenvolvimento, o local se tornou em uma base aeroespacial e serviu nesta função desde 1966 (com interrupção entre 1988-1998). Uma nova cidade foi fundada, Znamensk, para apoiar os cientistas que trabalham nas instalações, suas famílias e o restante do apoio externo se estabeleceram no local. Inicialmente, esta era uma cidade secreta, não encontrada nos mapas e inacessível a pessoas de fora.
Prova da importância de Kapustin Yar foi obtido pela inteligência ocidental através de balanço do regresso dos cientistas alemães e voos de espionagem. A primeira evidência de existência da base ocorreu em 1953 quando um voo a grande altitude de um bombardeiro modelo Canberra da RAF observou as instalações.
Kapustin Yar é também o local de inúmeros avistamentos de OVNI, sendo comparada à Área 51 por sua importância, além de existirem relatos de um suposto resgate de OVNI, caso chamado de Roswell Russo por sua semelhança com o caso Roswell americano.

## Mísseis testados/Lançados
1. 18/10/1947 - Articul T (denominação soviética da A-4 (V-2))
2. 10/10/1948 - R-1 (sucesso na terceira tentativa)
3. 20/09/1952 - S-25 Berkut
4. 03/01/1955 - R-11FM
5. 20/01/1955 - R-5M
6. 02/02/1956 - R-5M (com padrão de arma nuclear)
7. 22/06/1957 - R-12
8. Março de 1959 - R-13
9. 06/07/1960 - R-14
10. 11/02/1962 - R-14U
11. 16/03/1962 - Kosmos-2I
12. 21/09/1974 - RSD-10 Pioneer
13. 12/02/1999 - S-400
14. Anos 2000 - Topol-M
15. 2006 - Iskander-M
16. 29/05/2007 - R-500

## Bases de lançamento
| Nome                        | Nome                  | Coordenadas         | Observações |
| --------------------------- | --------------------- | ------------------- | --- |
| Burya Launch Complex        | Kapustin Yar Burya    | 48.4° N 46.33° E    | Burya. Elaborate complex consisting of horizontal assembly building, huge circular rail line, and mobile erector/launcher. Built at the Soviet Vladimirovka flight test facility south of Kapustin Yar. |
| Area 84                     | Kapustin Yar LC84     | 48.55° N 46.25° E   | Launch Pads: 1. R-5, RT-15. R-5 Launch complex consisting of 3 pads. |
| Area 86                     | Kapustin Yar LC86     | 48.54° N 46.25° E   | Launch Pads: 4. Kosmos 11K63, Kosmos 63S1, Kosmos 63S1M, R-31. Single launch complex consisting of 4 launch pads.                                                                                       |
| Area 107                    | Kapustin Yar LC107    | 48.59° N 46.2933° E | Launch Pads: 2. Kosmos 11K65M, Kosmos 65MP, R-14. Single launch complex consisting of 2 launch pads. |
| Mayak-1 silo                | Kapustin Yar Mayak-1  | 48.55° N 46.25° E   | Launch Pads: 1. R-12. |
| Mayak-2 silo                | Kapustin Yar Mayak-2  | 48.55° N 46.25° E   | Launch Pads: 1. Kosmos 63S1, R-12. |
| Pioner Launch Complex       | Kapustin Yar Pioner   | 48.62° N 46.25° E   | Rail-served launch complex. |
| Area 1                      | Kapustin Yar PL1      | 48.4° N 46.2° E     | Launch Pads: 1. R-12. |
| Area 87                     | Kapustin Yar PL87     | 48.5° N 45.8° E     | Launch Pads: 1. RT-2. |
| R-1 Launch Area             | Kapustin Yar R-1      | 48.8° N 45.67° E    | |
| R-11 Launch Area            | Kapustin Yar R-11     | 48.7° N 46.2° E     | Naval missile test area. |
| R-14 Silo Prototype         | Kapustin Yar R-14     | 48.51° N 46.26° E   | |
| R-2 Launch Area             | Kapustin Yar R-2      | 48.78° N 45.7° E    | |
| R-5 Initial Launch Area     | Kapustin Yar R-5      | 48.75° N 45.75° E   | |
| SM-49 submarine simulator   | Kapustin Yar SM-49    | 48.5° N 45.8° E     | Launch Pads: 1. R-11FM. |
| Sounding rocket launch area | Kapustin Yar Sounding | 48.7° N 46.2° E     | |
| V-2 Launch Area             | Kapustin Yar V-2      | 48.55° N 45.82° E   | Original site for V-2 launches in 1946. First complex at Kapustin Yar. |
| Vertikal Launch Pad         | Kapustin Yar Vertikal | 48.5° N 46.78° E    | Launch Pads: 1. Launch site for R-5 scientific launches, located well east of the primary military launch areas.                                                                                        |